# علم على الجزيرة (قصص قصيرة)
علم على الجزيرة (بالإنجليزية: A Flag on the Island)‏ هي مجموعة قصص قصيرة للكاتب البريطاني الحائز على جائزة نوبل فيديادر سوراجبراساد نيبول، نشرت عام 1967، لأول مرة عن دار نشر أندريه دويتش.